# جورج فيرنون هاركورت
جورج فيرنون هاركورت هو سياسي كندي، ولد في 1874 في بورت هوب في كندا، وتوفي في 1 فبراير 1934 في تورونتو في كندا. حزبياً، نشط في حزب أونتاريو المحافظ التقدمي. وقد انتخب عضو برلمان مقاطعة أونتاريو.